# PDFtk
PDFtk o the PDF toolkit es una herramienta de código abierto multiplataforma para la manipulación de documentos PDF. PDFtk es básicamente un front end de la biblioteca iText (compilada a código nativo usando GCJ), capaz de dividir, combinar, cifrar, descifrar, descomprimir, recomprimir y reparar documentos PDF. Puede también ser utilizada para manipular marcas de agua, metadatos, o para llenar formularios PDF con datos FDF (Forms Data Format) o datos XFDF (XML Form Data).